# بلند (آلبوم)
بلند (انگلیسی: Loud) پنجمین آلبوم استودیویی خوانندهٔ باربادوسی ریانا است. این آلبوم در ۱۲ نوامبر ۲۰۱۰ به‌وسیلهٔ دف جم رکوردینگز و اس‌آرپی رکوردز منتشر شد. این آلبوم بین فوریه و اوت ۲۰۱۰ طی تور آخرین دختر روی زمین و فیلم‌برداری نخستین فیلم بلندش کشتی جنگی (۲۰۱۲) ضبط شد. ریانا و ال.ای. رید تهیه‌کنندگان اجرایی بلند بودند و با تهیه‌کنندگان موسیقی مختلفی شامل استارگیت، سندی وی، تریکی استوارت و آلکس دا کید کار کردند. چند خوانندهٔ مهمان شامل دریک، نیکی میناژ و امینم (که در دنبالهٔ «دروغ گفتنت را دوست دارم» تحت عنوان «دروغ گفتنت را دوست دارم (قسمت دوم)» حضور دارد) به‌عنوان خواننده مهمان در چند قطعه بودند.
بلند که آلبومی دنس پاپ و آراندبی است، از آلبوم پیشین ریانا، درجه آر (۲۰۰۹) که لحن عمدتاً خشمناک و نگران‌کننده و مضامین تلخی را در بر می‌گیرد، تفاوت دارد. بلند شامل ترانه‌هایی با سرعت بالا می‌شود و نشان‌دهندهٔ بازگشت به آوای درخشان خوش‌بینانه‌ای است که در دو آلبوم نخست او، موسیقی خورشید (۲۰۰۵) و دختری مثل من (۲۰۰۶) قابل توجه بود. همچنین سبک راک در قطعهٔ «تخت پادشاه کالیفرنیا» و رگی در قطعهٔ متأثر از کارائیب «مرد مرد» به چشم می‌خورد.
بلند نقدهای اکثراً مثبتی از منتقدان موسیقی دریافت کرد. آن‌ها سبک شاد آلبوم و آواز ریانا را تحسین کردند؛ در حالی که دیگران اظهار داشتند گرچه که ترانه‌ها منسجم بودند، آن‌ها بر روی یکدیگر نامتمرکز بودند. این آلبوم موفقیتی تجاری بود و با فروش ۲۰۷٬۰۰۰ نسخه در هفتهٔ نخست انتشار به جایگاه سوم جدول بیلبورد ۲۰۰ رسید. این آلبوم به صدر جدول‌های کانادا، سوئیس و بریتانیا رسید. به گزارش فدراسیون بین‌المللی صنعت فونوگرافی، بلند هشتمین آلبوم پرفروش جهان در سال ۲۰۱۱ بود. این آلبوم از زمان انتشارش بیش از ۸ میلیون نسخه در جهان به فروش رسانده‌است.
بلند باعث انتشار هفت تک‌آهنگ شامل تک‌آهنگ‌های بسیار موفقیت بین‌الملل «تنها دختر (در دنیا)»، «نام من چیست؟» و «اس اند ام» شد. تمام این سه تک‌آهنگ به صدر جدول بیلبورد هات ۱۰۰ ایالات متحده رسیدند. «اس اند ام» دهمین ترانهٔ شماره یک ریانا در ایالات متحده بود و او را به جوان‌ترین موسیقی‌دانی تبدیل کرد که در کمترین زمان توانسته‌است به این موفقیت دست یابد و از ماریا کری پیشی گرفت. «تنها دختر (در دنیا)» برندهٔ جایزهٔ گرمی بهترین ضبط رقص شد؛ علاوه بر این، این آلبوم برای سه جایزه گرمی دیگر از جمله آلبوم سال نامزد شد. ریانا برای پشتیبانی از این آلبوم، سومین تور کنسرت جهانی خود، تحت عنوان تور بلند را آغاز کرد.

## گواهی‌نامه‌ها
| منطقه | گواهی     | واحد گواهی‌شده/فروش |
| --- | --------- | ------------------ |
| استرالیا (آی‌اف‌پی‌آی استرالیا)                                                                                   | ۳× پلاتین | ۲۱۰٬۰۰۰^           |
| اتریش (فونوگرافی اتریش)                                                                                        | طلا       | ۱۰٬۰۰۰*            |
| بلژیک (بی‌ئی‌ای)                                                                                                 | پلاتین    | ۳۰٬۰۰۰*            |
| برزیل (پرو موزیکا برزیل)                                                                                       | پلاتین    | ۴۰٬۰۰۰*            |
| کانادا (میوزیک کانادا)                                                                                         | ۳× پلاتین | ۲۴۰٬۰۰۰^           |
| دانمارک (آی‌اف‌پی‌آی)                                                                                             | ۳× پلاتین | ۶۰٬۰۰۰             |
| فرانسه | —         | ۳۵۵٬۰۰۰            |
| شورای همکاری خلیج فارس (فدراسیون بین‌المللی صنعت فونوگرافی Middle East)                                         | طلا       | ۳٬۰۰۰*             |
| آلمان (بی‌وی‌ام‌آی)                                                                                               | ۳× طلا    | ۳۰۰٬۰۰۰^           |
| مجارستان (مجارستان)                                                                                            | طلا       | ۳٬۰۰۰^             |
| ایرلند (آی‌آر‌ام‌ای)                                                                                              | ۵× پلاتین | ۷۵٬۰۰۰^            |
| ایتالیا (اف‌آی‌ام‌آی)                                                                                             | پلاتین    | ۶۰٬۰۰۰*            |
| ژاپن (آرآی‌ای‌جی)                                                                                                | طلا       | ۱۰۰٬۰۰۰^           |
| نیوزیلند (آرآی‌ای‌ان‌زد)                                                                                          | پلاتین    | ۱۵٬۰۰۰^            |
| لهستان (زدپی‌ای‌وی)                                                                                              | ۳× پلاتین | ۶۰٬۰۰۰*            |
| پرتغال (انجمن صنفی گرامافون)                                                                                   | طلا       | ۱۰٬۰۰۰^            |
| روسیه (ان‌اف‌پی‌اف)                                                                                               | طلا       | 0*                 |
| سنگاپور | پلاتین    | ۱۰٬۰۰۰*            |
| اسپانیا (سازنده‌های موسیقی)                                                                                     | طلا       | ۳۰٬۰۰۰^            |
| سوئد (گی‌ال‌اف)                                                                                                  | ۲× پلاتین | ۸۰٬۰۰۰             |
| سوئیس (آی‌اف‌پی‌آی سوئیس)                                                                                         | ۲× پلاتین | ۶۰٬۰۰۰^            |
| بریتانیا (بی‌پی‌آی)                                                                                              | ۷× پلاتین | ۲٬۱۰۰٬۰۰۰          |
| ایالات متحده (آرآی‌ای‌ای)                                                                                        | ۳× پلاتین | ۱٬۸۰۰٬۰۰۰          |
| خلاصه‌ها |           |                    |
| اروپا (آی‌اف‌پی‌آی)                                                                                               | ۳× پلاتین | ۳٬۰۰۰٬۰۰۰*         |
| جهان | —         | ۸٬۰۰۰٬۰۰۰          |
| * رقم فروش تنها بر پایهٔ گواهی‌ها. · ^ رقم توزیع تنها بر پایهٔ گواهی‌ها. · رقم فروش+پخش جاری تنها بر پایهٔ گواهی‌ها. |           |                    |